# Erysimum pseudorhaeticum
Erysimum pseudorhaeticum är en korsblommig växtart som beskrevs av Adolf Polatschek. Erysimum pseudorhaeticum ingår i släktet kårlar, och familjen korsblommiga växter. Inga underarter finns listade i Catalogue of Life.

## Bildgalleri

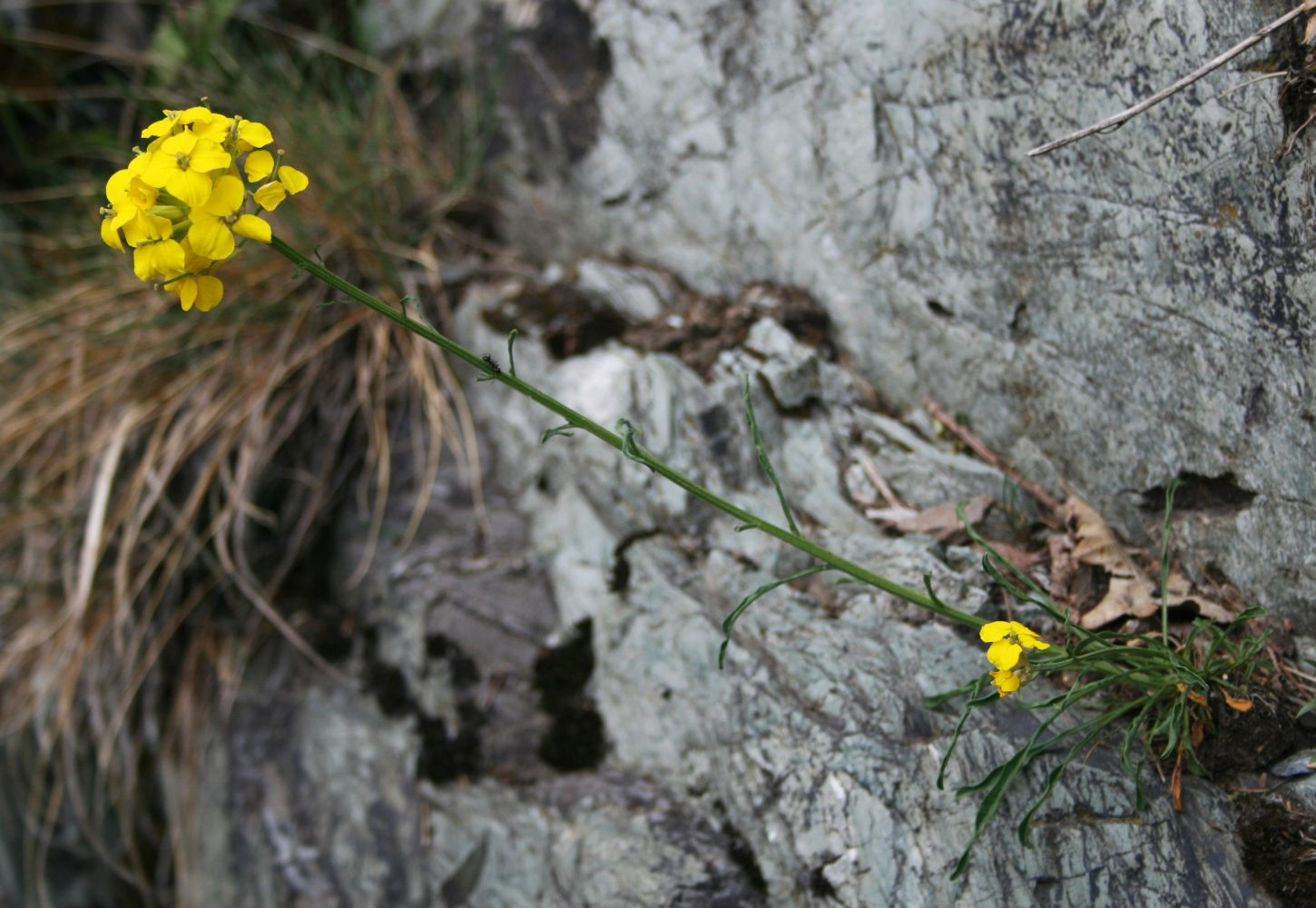